# Prémio Municipal de Arquitectura Diogo de Castilho
O Prémio Municipal de Arquitectura Diogo de Castilho foi instituído pela Câmara Municipal de Coimbra em 1995 para homenagear o arquitecto Diogo de Castilho.
| “ | O Prémio Municipal de Arquitectura “Diogo Castilho”, destina-se a premiar edificações novas, cuja concepção e qualidade arquitectónica sejam relevantes exemplos no panorama concelhio, ou obras de recuperação e reabilitação cujo projecto mereça destaque pelo respeito do património edificado, sem exclusão do uso de linguagem contemporânea nas preexistentes | ” |
|   | — Câmara Municipal de Coimbra / EDITAL Nº 65/95, DE 19 DE MAIO DE 1995". |   |

O Prémio e duas Menções Honrosas, é atribuído nos anos ímpares. Um dos elementos do júri é designado Pela Secção Regional do Norte da Ordem dos Arquitectos.

## Lista dos premiados
| Ano  | Laureado                                                  | Projecto                                                               | Referências |
| ---- | --------------------------------------------------------- | ---------------------------------------------------------------------- | ----------- |
| 2003 | João Mendes Ribeiro                                       | Centro de Artes Visuais                                                | [ 3 ] [ 4 ] |
| 2005 | não atribuído                                             | —                                                                      | [ 5 ]       |
| 2007 | João Mendes Ribeiro, Desirée Pedro e Carlos Antunes       | Remodelação e Prefiguração do Museu das Ciências – Laboratório Chímico | [ 6 ]       |
| 2007 | Gonçalo Byrne, José Laranjeira, João Nunes e Carlos Ribas | Entrada Poente do parque Verde do Mondego                              | [ 6 ]       |
| 2009 | Alexandre Alves Costa, Sérgio Fernandez e Luís Urbano     | Valorização do Mosteiro de Santa Clara-a-Velha                         | [ 2 ]       |
| 2011 | João Mendes Ribeiro                                       | Reabilitação da Casa do Arco para instalação da Casa da Escrita        | [ 7 ]       |

## Lista de Menções Honrosas
| Ano  | Laureado Menção Honrosa 1                                    | Projecto                                                    | Laureado Menção Honrosa 2              | Projecto                                        | Laureado Menção Honrosa 3         | Projecto                                                               | Referências |
| ---- | ------------------------------------------------------------ | ----------------------------------------------------------- | -------------------------------------- | ----------------------------------------------- | --------------------------------- | ---------------------------------------------------------------------- | ----------- |
| 2003 | Gonçalo Louro e Cláudia Santos                               | Oficina Municipal de Teatro                                 | Carlos Amaral e José Carvalho          | Imóvel na rua Almeida Garrett, nº 3             | Luís Miguel Correia e Nelson Mota | projecto de reabilitação do edifício na Avenida Sá da Bandeira, nº 111 | [ 4 ]       |
| 2005 | Ângelo Ramalhete, Maria Manuel Ataíde e Pedro Goulão Taborda | Casa de Fados à Capela                                      | —                                      | —                                               | —                                 | —                                                                      | [ 5 ]       |
| 2007 | —                                                            | —                                                           | —                                      | —                                               | —                                 | —                                                                      |             |
| 2009 | Camilo Cortesão e Mercês Vieira                              | Edifício da Incubadora de Empresas do Instituto Pedro Nunes | José Cabral Dias e Luís Miguel Correia | Revitalização do Campo Desportivo de Santa Cruz | —                                 | —                                                                      | [ 2 ]       |
| 2011 | Armando Rabaça                                               | Habitação Unifamiliar em Vale de Canas                      | Mercês Vieira e Camilo Cortesão        | Edifício sede do ITeCons                        | —                                 | —                                                                      | [ 7 ]       |